# دومین تهاجم یاش-کیشیناو
تهاجم یاش-کیشیناو (روسی: Ясско-кишинёвская стратегическая наступательная операция) تهاجم ارتش سرخ به قوای نیروهای محور مستقر در شرق رومانی در جریان جنگ جهانی دوم بود که از ۲۰ تا ۲۹ اوت ۱۹۴۴ صورت گرفت. این تهاجم باعث محاصره و نابودی قوای مدافع در این منطقه شد و راه ارتش سرخ به رومانی و منطقه بالکان باز شد.